# Los Donatti
Los Donatti es una telenovela venezolana de 1986 producida por Venevisión y distribuida internacionalmente por Venevisión Internacional. La telenovela fue escrita por José Simón Escalona y protagonizada por Alba Roversi y Tony Rodríguez.

## Sinopsis
Los Donatti gira en torno a una familia de la mafia italiana y los herederos de Codisia. Remigio Donatti es un inmigrante italiano llega a Venezuela donde se instala trayendo a su hijo mayor, se casa con un venezolana llamada Bendita con la cual tiene 2 hijos con ella, estableciendo una empresa constructora lucrativa. 
Pero antes del matrimonio, Doña Bendita tuvo una hija que fue obligada a renunciar. Años más tarde, los hijos de Don Remigio lucharán por hacerse con el control de la empresa. 
Antes de su muerte, Remigio dirá a Bendita que sabía de su hija perdida llamada a Marisol que no quiere tener nada que ver con su verdadera madre. Marisol se enamora de Arturo Paolo y su amor será envuelto en los celos y la ambición.

## Elenco
- Alba Roversi ... Marisol
- Tony Rodríguez ... Arturo Paolo Donatti
- Ivonne Goderich ... Sabina Donatti de Álvarez León
- Julio Alcázar ... Rubén Álvarez León
- Gustavo Rodríguez
- Javier Vidal ... Claudio Donatti
- Eva Blanco ... Bendita
- Yanis Chimaras ... Roberto
- Raul Xiques ... Remigió Donatti
- Chela D'Gar
- Laura Zerra
- Héctor Monteverde ... Tío Mollo
- Junior Álvarez ... Horacio
- Hilda Blanco ... Abril
- Lilian Maureen
- Estelita del Llano
- Eva Mondolfi ... Angustias
- Patricia Noguera ... Rina
- Carlos Omobono ... Luciano
- Esther Orjuela ... Letícia
- Ana María Paredes ... Lucrecia
- Adela Romero
- Edgard Serrano
- Vicente Tepedino
- Perla Vonasek ... Madeleine